# Hjalmar Molin
Hjalmar Carl Valentin Molin, född 23 februari 1868 i Stockholm, död 4 mars 1954 i Gryt, Östergötland, var en svensk arkitekt, målare och grafiker. 

## Biografi
Han var son till Johan Peter Molin och Emma Amalia Erhardina Broberg och från 1904 gift med Gerda Elisabeth Hahr. Han var bror till Emma Johanna Eleonora Molin och Gerda Amalia Sofia Ljungstedt. Molin studerade vid Tekniska högskolan i Stockholm 1888-1892 och fortsatte därefter vid Konstakademiens byggnadsskola 1892-1895 samt i Axel Tallbergs etsningskurs. Han företog mellan 1895 och 1900 ett flertal studieresor i Europa bland annat till Portugal Spanien, Italien och Frankrike. Därefter arbetade han under en tid vid Agi Lindegren och Fredrik Lilljekvists arkitektkontor och för Ragnar Östberg. Han medverkade i ett stort antal samlingsutställningar i bland annat Helsingborg och Malmö, separat ställde han ut på Konstakademien i Stockholm 1934. Hans tidiga konst består av arkitekturmotiv från städer i Spanien och Italien men kom efter sitt arbete för Östberg kom han att övergå till den svenska samtida arkitekturen. Han gjorde sig känd som en skicklig etsare men har även utfört arkitekturmotiv i akvarell och som hobby oljemålningar. Molin är representerad vid Moderna museet i Stockholm, Statens historiska museum, Göteborgs stadsmuseum, Sörmlands museum Norrköpings konstmuseum, Kalmar konstmuseum Värmlands museum och Lunds universitets konstmuseum.